# ノコギリクワガタ属
ノコギリクワガタ属（ノコギリクワガタぞく）またはプロソポコイルス属 (プロソポコイルスぞく、Prosopocoilus) は、クワガタムシ科に属する約100属のうちの1属である。
ネブトクワガタ属に次いで、2番目に種類が多い「属」であり、アジアのほか、アフリカ、オセアニアにも生息する。
日本には4種が生息している。
学名（属名）の Prosopocoilus は、それぞれギリシャ語で「顔、顔つき」を意味する単語 prosōpon と「空ろな、窪んだ」を意味する単語 koilos が由来である。
かつて、日本のノコギリクワガタが属していた Psalidoremus など、いくつかの属が統合されている。

## 特徴
本属の特徴としては、雌雄の形態や大きさの差（性的二形）が著しいこと、雄成虫の大顎に原歯型（小歯型）、両歯型（中歯型）、大歯型（長歯型）という変異が生じることがあげられる。雄成虫の大顎の形状の変異はおおむね体格の大小に対応するが、必ずしも対応しない例も見られる。
アフリカに分布する本属の分類は不明な点が多く、過去の研究者が地域変異を「種」として記載したり、よく似た「種」であるにもかかわらず明確な記載がないものが多く、今後の研究に期待されている。
ヴァリエガトゥスノコギリクワガタ（P.variegatus）のような20mm程度の小型種から、ギラファノコギリクワガタ（P.Giraffa）のように最大110mmを超えるような超大型種まで幅広い種類で構成されるが、その中では中型種が一番多く、体色が赤、茶色、黒、オレンジなどの鮮やかなものが目立つ。
一生のサイクルはクワガタ属 Dorcus に比較的近く、幼虫は腐朽木や腐植土を食べて育ち、成虫の身体特性でもクワガタ属に近く、脚部形状では脚部横に生えてくる棘が、前脚に3-4本、中脚に一本、後脚には無い点が共通している。アフリカ特産のメンガタクワガタ類も、本属とそうした部分が共通して、近縁関係にある。
闘争本能は強いものの、不利になると戦意を失って逃げ出す傾向も強い。これは本属に近縁のグループであるフタマタクワガタ属 Hexathrius やシカクワガタ属 Rhaetus にも見られる特性である。

## 分類
百数十種が記載されているため地域に分けて記した。

### 日本
4種が[記載]されている。
- ノコギリクワガタ Prosopocoilus inclinatus 本州
- ハチジョウノコギリクワガタ P. hachijoensis 八丈島
- アマミノコギリクワガタ P. dissimilis 奄美群島
- ヤエヤマノコギリクワガタ P. pseudodissimilis 八重山諸島

### 日本以外

#### アジア
- アスタコイデスノコギリクワガタ P. astacoides 東南アジアなど
- アテヌアトゥスノコギリクワガタ P. attenuatus スマトラ島など
- ウィムベルレイノコギリクワガタ P. wimberleyi アンダマン諸島など
- ウスバクワガタ P. formosanus 台湾
- エリックノコギリクワガタ P. erici ボルネオ島
- オーエンノコギリクワガタ P. oweni 東南アジアなど
- オキピタリスノコギリクワガタ P. occipitalis インドネシアなど
- カネェギィエテルノコギリクワガタ P. kannegieteri スマトラ島など
- カルコイデスノコギリクワガタ P. chalcoides 南インド
- ギラファノコギリクワガタ P. giraffa 東南アジアなど - 世界最大のノコギリクワガタ。
- キリベスノコギリクワガタ P. cilipes インド北東部
- クニコノコギリクワガタ P. kunikoae スラウェシ島
- グラキリスノコギリクワガタ P. gracilis 中国など
- クレヌリデンスノコギリクワガタ P. crenulidens インドシナ
- ゲルツルードノコギリクワガタ P. gertrudae ルソン島
- コルボラアルノコギリクワガタ P. corporaali ブル島など
- コンフキウスノコギリクワガタ P. confucius ヒマラヤ
- ジュリエットノコギリクワガタ P. julietae ミンダナオ島
- スクアミラテリスノコギリクワガタ P. squamilataris 東南アジア
- スツラリスノコギリクワガタ P. suturalis インドシナ
- スプレプスノコギリクワガタ P. suprebus タイ北部
- スペキオサスノコギリクワガタ P. speciosus 南インド
- スペクタビリスノコギリクワガタ P. spectabilis スマトラ島
- スペネウスノコギリクワガタ P. spineus ベトナム北部
- スペンスノコギリクワガタ P. spencei インドシナ
- ゼブラノコギリクワガタ P. zebra 東南アジア
- セリケウスノコギリクワガタ P. sericeus 東南アジア
- タカサゴノコギリクワガタ P. motschulskyii 台湾
- チュウジョウノコギリクワガタ P. chujoi ベトナム
- ティグリヌスノコギリクワガタ P. tigrinus ボルネオ島北部
- デキピエンスノコギリクワガタ P. decipiens ジャワ島
- デバティッセノコギリクワガタ P. debatissei マレー半島
- デンティクラトゥスノコギリクワガタ P. denticulatus ベトナム北部
- デンティフェルノコギリクワガタ P. dentifer ネパールなど
- ドゥビウスノコギリクワガタ P. dubius パラワン島
- ドエスブルクノコギリクワガタ P. doesburgi スラウェシ島
- トラグルスノコギリクワガタ P. tragulus インドネシア
- ドリスノコギリクワガタ P. doris ベトナム北部
- ドルサリスノコギリクワガタ P. dorsaliis フィリピン
- パッサロイデスノコギリクワガタ P. passaloides 東南アジア
- パリーノコギリクワガタ P. parryi ネパールなど
- ヒエッケノコギリクワガタ P. hiekei フィリピン
- ヒストリオノコギリクワガタ P. histrio 南インド
- ビデンタートゥスノコギリクワガタ P. bidentatus ラオス
- ビプラギアトゥスノコギリクワガタ P. biplagiatus インドシナ
- ファブリースノコギリクワガタ P. fabricei インドネシア
- フェアノコギリクワガタ P. feai インドシナ
- フォルケプスノコギリクワガタ P. forceps 東南アジア
- フォルフィクラノコギリクワガタ P. forficula 中国など
- ブッダノコギリクワガタ P. buddha 東南アジアなど
- フラピドゥスノコギリクワガタ P. flavidus 東南アジア
- フランシスノコギリクワガタ P. francisi ルソン島
- ブルイジンノコギリクワガタ P. bruijni インドネシア
- フルゲンスノコギリクワガタ P. fulgens タイ北部など
- フルストルファーノコギリクワガタ P. fruhstorferi ロンボック島など
- ブルノコギリリクワガタ P. corporaali ブル島、スラ諸島
- ポリトゥスノコギリクワガタ P. politus ブータンなど
- マクレランドノコギリクワガタ P. maclellandi ミャンマーなど
- ミスティクスノコギリクワガタ P. mysticus 東南アジア
- ミルメコレオンノコギリクワガタ P. myrmecoleon スラウェシ島南部
- モーニッケノコギリクワガタ P. mohnikei 東南アジア
- ラテラリスノコギリクワガタ P. lateralis フィリピンなど
- ラテリヌスノコギリクワガタ P. laterinus ジャワ島など
- ラミニフェルノコギリクワガタ P. laminifer スマトラ島
- ルベンスノコギリクワガタ P. rubens マレー半島など
- ルマウィノコギリクワガタ P. lumawigi ミンダナオ島
- ロメオノコギリクワガタ P. romeoi ミンダナオ島

#### オセアニア
- ウォレスノコギリクワガタ P. wallacei ハルマヘラ島など
- トレスノコギリクワガタ P. torresensis オーストラリア
- ハスタートノコギリクワガタ P. hasterti ソロモン諸島
- ビソンノコギリクワガタ P. bison オセアニア島嶼部
- ラフェルトノコギリクワガタ（カレドニアノコギリクワガタ）P. lafertei ニューカレドニア島など
- ブルノコギリクワガタ P. corporaali ブル島・スラ諸島

#### アフリカ
- アレクサンドラノコギリクワガタ P. alexandrae コンゴ民主共和国
- アンティロペノコギリクワガタ P. antilope アフリカ中部から西部
- ウムハンギノコギリクワガタ P. umhangi アフリカ東部
- カタンガノコギリクワガタ P. katanganus アフリカ中部から西部
- サバゲノコギリクワガタ P. savagei アフリカ中部から東部
- スペクラリスノコギリクワガタ P. specularis アフリカ中部から東部
- スワンジィノコギリクワガタ P. swanzyanus アフリカ西部
- セネガルノコギリクワガタ P. senegalensis アフリカ中部から西部
- セリコルニスノコギリクワガタ P. serricornis マダガスカル
- ドウネスノコギリクワガタ P. downesi アフリカ西部（サントーメ・プリンシペのプリンシペ島）
- ナタールノコギリクワガタ P. natalensis アフリカ東部から南部
- コンゴノコギリクワガタ P. congoanus アフリカ中部
- ニセコンゴノコギリクワガタ P. psepudocongoanus アフリカ中部
- ヴァリエガトゥスノコギリクワガタ P. variegatus アフリカ中部から西部
- ファベールノコギリクワガタ P. faber アフリカ西部
- ピオッサトノコギリクワガタ P. viossati コモロ（マヨット島）
- フスクスノコギリクワガタ P. fuscus アフリカ中部
- プティクレールノコギリクワガタ P. petitclerci アフリカ東部および南部（ジンバブエ）
- プンクタティシムスノコギリクワガタ P. punctatissimus コモロ
- マクラトゥスノコギリクワガタ P. maculatus アフリカ西部
- ミラビリスノコギリクワガタ P. mirabilis タンザニア北東部